# Clasificación de Concacaf-Conmebol para la Copa Mundial de Fútbol Playa FIFA 2007
La Clasificación de la Concacaf y Conmebol para la Copa Mundial de Fútbol Playa FIFA 2007 fue el campeonato de selecciones masculinas nacionales de fútbol playa en América, organizado por la Confederación Sudamericana de Fútbol (Conmebol) y la Concacaf en el año 2007. Se otorgaron 2 plazas para cada confederación para la copa mundial de fútbol playa de ese año.

## Selecciones nacionales asociadas
Los equipos que participaron:
Concacaf:
- Costa Rica
- El Salvador
- Estados Unidos
- México

Conmebol:
- Argentina
- Uruguay
- Venezuela

## Clasificación final

### Grupo de Concacaf
| Equipo         | PJ | PG | PEN | PP | GF | GC | Dif | Pts |
| -------------- | -- | -- | --- | -- | -- | -- | --- | --- |
| Estados Unidos | 3  | 3  | 0   | 0  | 19 | 12 | +7  | 9   |
| México         | 3  | 2  | 0   | 1  | 13 | 10 | +3  | 6   |
| Costa Rica     | 3  | 1  | 0   | 2  | 8  | 11 | -3  | 3   |
| El Salvador    | 3  | 0  | 0   | 3  | 12 | 19 | -7  | 0   |

| Fecha                | Lugar    |                |                           | Resultado |                        |             |
| -------------------- | -------- | -------------- | ------------------------- | --------- | ---------------------- | ----------- |
| 9 de agosto de 2007  | Acapulco | Estados Unidos | Bandera de Estados Unidos | 9:5       | Bandera de El Salvador | El Salvador |
| 9 de agosto de 2007  | Acapulco | México         | Bandera de México         | 3:1       | Bandera de Costa Rica  | Costa Rica  |
| 10 de agosto de 2007 | Acapulco | Estados Unidos | Bandera de Estados Unidos | 5:3       | Bandera de Costa Rica  | Costa Rica  |
| 10 de agosto de 2007 | Acapulco | México         | Bandera de México         | 6:4       | Bandera de El Salvador | El Salvador |
| 11 de agosto de 2007 | Acapulco | Costa Rica     | Bandera de Costa Rica     | 4:3       | Bandera de El Salvador | El Salvador |
| 11 de agosto de 2007 | Acapulco | Estados Unidos | Bandera de Estados Unidos | 5:4       | Bandera de México      | México      |

### Grupo de Conmebol
| Equipo    | PJ | PG | PEN | PP | GF | GC | Dif | Pts |
| --------- | -- | -- | --- | -- | -- | -- | --- | --- |
| Uruguay   | 2  | 2  | 0   | 0  | 8  | 3  | +5  | 6   |
| Argentina | 2  | 1  | 0   | 1  | 7  | 5  | +2  | 3   |
| Venezuela | 2  | 0  | 0   | 2  | 1  | 8  | -7  | 0   |

| Fecha                | Lugar    |           |                      | Resultado |                      |           |
| -------------------- | -------- | --------- | -------------------- | --------- | -------------------- | --------- |
| 9 de agosto de 2007  | Acapulco | Argentina | Bandera de Argentina | 4:1       | Bandera de Venezuela | Venezuela |
| 10 de agosto de 2007 | Acapulco | Uruguay   | Bandera de Uruguay   | 4:0       | Bandera de Venezuela | Venezuela |
| 11 de agosto de 2007 | Acapulco | Uruguay   | Bandera de Uruguay   | 4:3       | Bandera de Argentina | Argentina |

### Quinto lugar
| Fecha                | Lugar    |            |                       | Resultado  |                      |           |
| -------------------- | -------- | ---------- | --------------------- | ---------- | -------------------- | --------- |
| 12 de agosto de 2007 | Acapulco | Costa Rica | Bandera de Costa Rica | 5:7 (pró.) | Bandera de Venezuela | Venezuela |

### Tercer lugar
| Fecha                | Lugar    |        |                   | Resultado |                      |           |
| -------------------- | -------- | ------ | ----------------- | --------- | -------------------- | --------- |
| 12 de agosto de 2007 | Acapulco | México | Bandera de México | 5:6       | Bandera de Argentina | Argentina |

### Final
| Fecha                | Lugar    |                |                           | Resultado |                    |         |
| -------------------- | -------- | -------------- | ------------------------- | --------- | ------------------ | ------- |
| 12 de agosto de 2007 | Acapulco | Estados Unidos | Bandera de Estados Unidos | 4:3       | Bandera de Uruguay | Uruguay |

## Clasificados
| Bandera de Brasil  | Bandera de Estados Unidos | Bandera de Uruguay | Bandera de Argentina | Bandera de México |
| Brasil (Anfitrión) | Estados Unidos            | Uruguay            | Argentina            | México            |